# Michael Welsh (politician)
Michael Welsh (n. 22 mai 1942) este un om politic britanic, membru al Parlamentului European în perioadele 1979-1984, 1984-1989 si 1989-1994 din partea Regatului Unit.
1. ↑  Deputații în Parlamentul European